# Eason Chan
Eason Chan (陈奕迅T, 陳奕迅S, Chén YìxùnP; Hong Kong, 27 luglio 1974) è un cantante, musicista e attore cinese.

## Biografia
Eason Chan è nato a Hong Kong, in Cina, il 27 luglio 1974. La sua casa ancestrale è la città di Dongguan, nella provincia del Guangdong. È un cantante di musica pop cinese, attore cinematografico e televisivo e compositore. Ha conseguito un dottorato onorario presso la Kingston University nel Regno Unito [1].
Nel 1995, ha debuttato ufficialmente dopo aver vinto il 14° Rookie Singing Contest [119] . Nel 1996, ha pubblicato il suo primo album musicale " Eason Chan " [11] . Nel 1997, ha recitato nel suo primo film " Il fantasma sbagliato della sorella a Mong Kok " [8] . Nel 1998, ha attirato l'attenzione dell'industria musicale con l'album musicale " My Happy Era " [176] . Nel 2001, ha provato lo stile pop rock nell'album musicale " It's Me Anyway " [15] . Nel 2003, ha pubblicato il suo primo concept album musicale " Black and White " [17] e nello stesso anno ha vinto il 14º Taiwan Golden Melody Award come miglior cantante mandarino e miglior album di musica pop per il suo album musicale " Special Thanks to "; " [3] . Nel 2005 è stato pubblicato l'album cantonese " U87 " [125] , nominato uno dei "cinque migliori album che vale la pena acquistare in Asia" dalla rivista Time negli Stati Uniti [92] . Dal 2006, ha vinto il premio Most Popular Male Singer alla cerimonia dei Top Ten Golden Song Awards per due anni consecutivi [24] [4] .
Nel 2007 è stato pubblicato l'album mandarino " Admit It " [93] . Nel 2009, ha vinto il premio come miglior album in mandarino al 20° Taiwan Golden Melody Awards per il suo album musicale " Don't Want to Let Go " [126] , e ha pubblicato l'album cantonese " H3M " [97] . Nel 2010, ha vinto il premio come attore cinematografico dell'anno a Hong Kong e Taiwan alla cerimonia Starlight per il suo lungometraggio " Empire of Money " [168] ; nello stesso anno, il concerto tenuto dal "DUO" ha battuto il suo record personale [169 ] . Nel 2012, ha pubblicato l'album cantonese " ...3mm " [148] e ha vinto il 34º premio nazionale come miglior cantante maschile della Top Ten Chinese Golden Songs [157] . Nel 2015, ha vinto il premio come miglior cantante maschile mandarino al 26° Taiwan Golden Melody Awards per il suo album musicale " Mi·Shan " [5] ; nello stesso anno ha pubblicato l'album cantonese " In Preparazione " [140] ; Nel 2018, ha vinto il premio come miglior cantante maschile mandarino al 29º Taiwan Golden Melody Awards per il suo album musicale " C'mon in~ " [52] . Nel 2021, il singolo solista " Lonely Warrior " pubblicato ha ricevuto un'ampia attenzione [141].

## Discografia
- 1996 - Eason Chan
- 1996 - Tear
- 1997 - Always With Me
- 1997 - Preparation
- 1998 - My Happy Time
- 1998 - New Life
- 1999 - God Bless Lover
- 1999 - Wedding Blessing
- 1999 - Happiness
- 2000 - Nothing Really Matters
- 2000 - Some Like it Hot
- 2000 - 68'29'
- 2001 - Shall We Dance? Shall We Talk!
- 2001 - It's Me
- 2001 - The Easy Ride
- 2001 - Mixed Up
- 2002 - Special Thanks To...
- 2002 - Five-star home
- 2002 - The Line-Up
- 2003 - Black. White. Gray
- 2003 - Live For Today
- 2003 - Seven
- 2005 - U87
- 2005 - How
- 2005 - Sound & Sight
- 2005 - Great 5000 Secs Vol.1 and 2
- 2006 - Life Continues...
- 2006 - What's going on...?
- 2006 - My Great Age)
- 2007 - Admit It
- 2007 - Listen To Eason Chan
- 2008 - Soliday
- 2008 - Don't Want To Let Go
- 2009 - H³M
- 2009 - 5/F Blissful
- 2010 - Time Flies
- 2010 - Taste the Atmosphere
- 2011 - Stranger Under My Skin
- 2011 - ?
- 2012 - ...3mm
- 2013 - The Key
- 2014 - Rice & Shine
- 2015 - Getting Ready
- 2017 - C'mon in~
- 2018 - L.O.V.E.
- 2023 - CHIN UP!